# Paolo Di Laura Frattura
Paolo Di Laura Frattura, né le 4 juillet 1962 à Campobasso, est un homme politique italien, membre du Parti démocrate (PD).
Il est président de la junte régionale du Molise du 26 février 2013 au 8 mai 2018. Il ne se représente pas lors de l'élection régionale du 22 avril 2018.